# Pedro Careaga Garagarza
Pedro Careaga Garagarza (1884-1964) fue un ingeniero  español.
Pedro Careaga fue uno de los inventores vascos más importantes en la primera mitad del siglo XX en el campo del armamento portátil. Entre los años 1906 y 1920 su nombre figura en 16 patentes todas ellas relacionadas con el armamento, pistolas y modificaciones de dispositivos de armas de fuego principalmente. 
Hermanos: 
- José fue un relevante grabador y damasquinador.
- Martina era dueña y cocinera en el Bar Noche en los bajos del Salón-Teatro de Eibar.
- Cayetano abrió los Talleres Careaga para dar trabajo a las personas discapacitadas, actual Talleres Gureak.

## Biografía
Pedro Careaga nación en la localidad guipuzcoana de Éibar en el País Vasco en España en 1884. En plena efervescencia de la industria armera a principios del siglo XX en el Bajo Deva con centro principal en Éibar, Careaga se dedicó al estudio e investigación de diferentes tipos de armas y el desarrollo de mecanismos para las mismas.
En 1906 desarrollo, basándose en la pistola Browning 1900, una pistola de repetición que patentó con el nombre de "Careaga". En 1911 desarrollo, esta vez sobre las Browning 1903 y 1906 la "Pistol Estoc", que tenía variantes en el martillo percutor y el seguro se situaba junto al disparador. Ese mismo año  Esperanza y Unceta comienzan la fabricación de la pistola "Victoria" desarrolla por Careaga, quien les cedió los derechos de fabricación, con un significativo éxito en el mercado. Careaga mantuvo una muy cerrada  relación profesional con Esperanza y Unceta participando significativamente en el desarrollo de los modelos Astra 400, Astra 300 y Astra 600 de esa firma. 
En 1912 sus desarrollos llegan a obtener un tipo de pistola que se denomina "Eibar", una pistola automática con innovación original y práctica sobre las Browning.
Entre los años 1921 y 1940 inscribe 4 patentes relacionas con el desarrollo y perfeccionamiento de fusiles ametralladores.